# Kolv (vapendel)
- Övre vänster: Skytt med vapenkolv mot axeln i skytteställning.
- Övre höger: Automatpistol med dedikerad pistolkolv för sportskytte.
- Undre vänster: Olika typer av bakstockar till jaktgevär.
- Undre höger: Kulsprutepistol med utfälld fällbar trådkolv.

Kolv inom vapen är den bakre delen på ett handeldvapen som förmedlar vapnets rekyl till användaren. Greppet på en pistol kallas bland annat till exempel pistolkolv, medan axelstödet på ett gevär kallas gevärskolv och liknande. Kolven anbringas antingen på vapnets låda eller underbeslag, alternativt att kolven utgör den bakre delen i en stock (se Stock).
Vid skottlossning av ett tvåhandsvapen (till exempel ett gevär) ligger kolven an mot kind och axel hos användaren. Hos enhandsvapen (till exempel en pistol) hålls kolven i handen av användaren.
Vapenkolvar tillverkas av diverse olika material beroende på modell. I modern tid är vanliga material bland annat plast och metall. Laminerat trä är heller inte ovanligt. Exklusivare och äldre jaktvapen, samt äldre militära vapen, använder ofta gevärsstock av trä. Några traditionella träslag som använts är bland annat valnötsträd, bok, alm och lönn.

## Etymologi
|  | Wiktionary har en ordboksartikel om kolv. |

Ordet kolv i denna betydelse är belagt i svenska språket sedan 1667.
Sammansättningar: bösskolv, gevärskolv, pistolkolv, studsarkolv, vapenkolv, etc.
|  | Wiktionary har en ordboksartikel om stock. |

Ordet stock i denna betydelse är belagt i det svenska språket sedan 1551. Benämningen kommer från att man traditionellt tillverkat vapenstockar från en "trästock".
Sammansättningar: bösstock, gevärsstock, pistolstock, studsarstock, vapenstock, etc.

## Stock

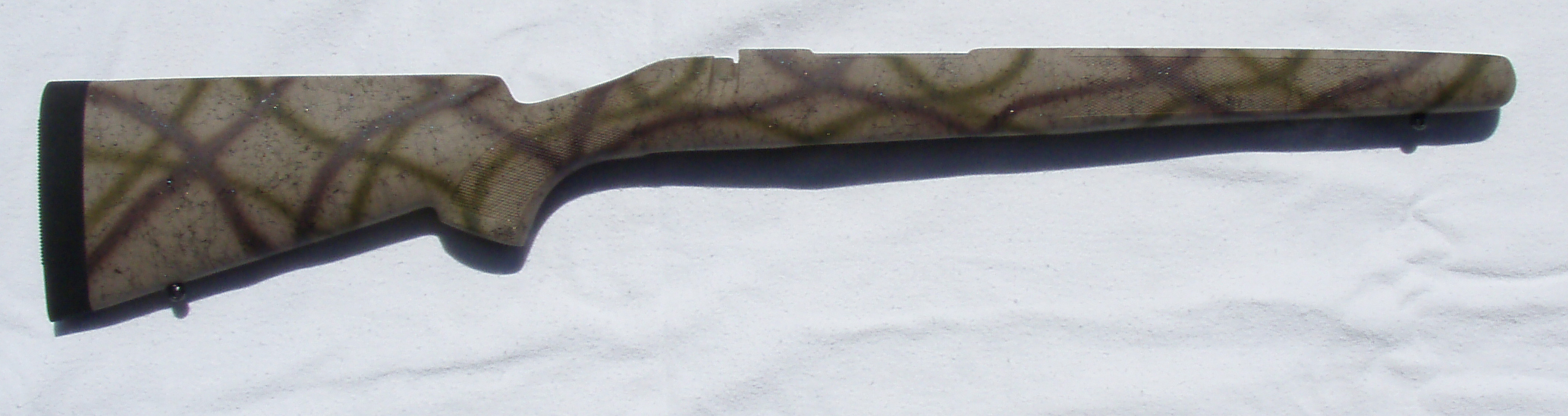
Gevärsstock till studsare.

Stock är en traditionellt enhetlig underliggande del hos många gevär, vanligen tillverkad i trä eller polymer, vilken håller alla vapnets delar.
Stocken utgörs av fyra traditionella delar:
- Förstock/framstock – stockens främre del.[10] Håller vapnets pipa och utgör främre grepp och handskydd för användaren.
- Mittstock – stockens centrala del. Håller vapnets låda (slutstycke, magasin, avtryckare, etc).
- Kolvhals – stockens smalare anknytning mellan mittstock och kolv. Utgör bakre grepp för användaren.
- Bakstock – stockens bakre del. Utgör själva gevärskolven (axelstödet).

## Militära kolvar

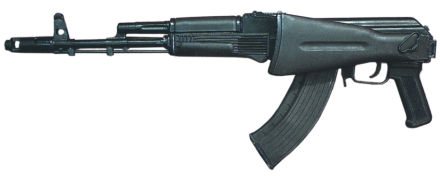
AK-103 automatkarbin med vikbar kolv i infällt läge.

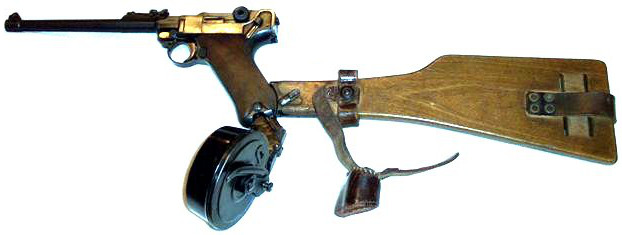
Luger P08 automatpistol med kolvtillsats.

Militära vapen som kulsprutepistoler, automatkarbiner, kulsprutegevär och lätta kulsprutor har i modern tid ofta både en gevärskolv för axeln och en pistolkolv för avtryckarhanden i syfte att förbättra ergonomin i strid. Militärt brukar man då kalla pistolkolven för pistolgrepp eftersom den då inte huvudsakligen används för att ta upp rekylen. 
Militära tvåhandsvapen brukar även vara försedda med kolvar som kan skjutas eller fällas in mot vapnet (så kallade inskjutbar och infällbar/hopfällbar kolv) i syfte att förkorta vapnets längd i transport eller förvar, samt kolvar som kan ställas in längdvis (så kallad ställbar eller justerbar kolv) i syfte att låta användaren justera ergonomin. I modern tid är det även vanligt att militära kolvar både är fällbara och ställbara.
|              |              |              |              |              |              | Exempel av fällbar kolv      |   |   |   |   |   |              |              |              |              |              |              |
|              |              |              |              |              |              | MP 40 med underfällande kolv |   |   |   |   |   |              |              |              |              |              |              |
| Infälld kolv | Infälld kolv | Infälld kolv | Infälld kolv | Infälld kolv | Infälld kolv | ➟                            | ➟ | ➟ | ➟ | ➟ | ➟ | Utfälld kolv | Utfälld kolv | Utfälld kolv | Utfälld kolv | Utfälld kolv | Utfälld kolv |

## Studskolv (bump stock)

Animation över funktionen till en studskolv.

Studskolv (engelska: "bump stock") är en typ av vapenkolv som används till halvautomatiska vapen för att simulera automateld. De sitter löst i ett spår som tillåter kolven att studsa fram och bakåt genom rekylen vid eldgivning. Genom att placera användarens avtryckarfinger runt en plattform på studskolvens avtryckargrepp hamnar det i vägen för avtryckaren vilket resulterar i att var studs får fingret att trycka av avtryckaren som då avlossar ett skott och repeterar processen.
Detta ger vapnet förmåga till automateld. Eldhastigheten kan då komma upp i cirka 400 till 800 skott i minuten (från cirka 45 till 60 skott/min utan studskolv) beroende på grundvapen.